# Shawn Smith
Pour les articles homonymes, voir Smith.
Shawn Smith est un chanteur et musicien américain né le 28 octobre 1965 à Spokane (État de Washington) et mort le 3 avril 2019 à Seattle.

## Biographie
Shawn Smith est né à Spokane le 28 octobre 1965, et s’intéressa à la musique dès l'âge de 13 ans influencé par la sitcom américaine, The Partridge Family. Il apprit rapidement à jouer de la batterie, des claviers et de la guitare. Il fut très inspiré par Elton John, Kiss et Queen, mais en découvrant Prince au début des années 1980, il trouva vraiment son chemin musical. C'est aussi à ce moment qu'il s'installa à Seattle et se paya une boîte à rythmes et commença à composer des chansons.
Après avoir sans succès essayé une carrière en solo, il forma l'éphémère Love Co, avant de rencontrer Regan Hagar (ex - Malfunkshun) et former Satchel. Le groupe n'en était qu'à ses premiers balbutiements lorsque Stone Gossard de Pearl Jam fit appel à eux pour faire partie de son projet parallèle qui se nommera Brad. Un premier album, Shame, sera enregistré en 1993 avant que chaque musicien retourne à son groupe principal.
En parallèle de Satchel, Shawn Smith s'associera à Steve Fisk pour créer Pidgeohed, ils produiront deux albums entre 1994 et 1997. Satchel sortira aussi deux albums studio dans les années 1990. En 1997, Stone Gossard reforme Brad et le groupe sort un nouvel album, Interiors qui cette fois- ci sera suivi d'une tournée.
Depuis 1999, Shawn Smith partagera son temps entre ses albums en solo, Brad, Satchel et des contributions en tant qu'invité dans de nombreux groupes comme les Afghan Whigs, The Gutter Twins, The Twillight Singers, Hail the Crown, Arsenal ou Devilhead. Il participera aussi au projet de Kevin Wood, From the North qui mettra en musique des chansons écrites par son défunt frère Andrew Wood.
Il meurt le 3 avril 2019.

## Discographie
| Année | Avec           | Nom de l'album            | Label                           |
| ----- | -------------- | ------------------------- | ------------------------------- |
| 1993  | Brad           | Shame                     | Epic                            |
| 1993  | Pidgeonhed     | Pigeonhed                 | Sub Pop                         |
| 1994  | Satchel        | EDC                       | Epic                            |
| 1996  | Satchel        | The Family                | Epic                            |
| 1997  | Pidgeonhed     | The Full Sentence         | Sub Pop                         |
| 1997  | Brad           | Interiors                 | Epic                            |
| 1999  | En solo        | Let It All begin          | 818 Music                       |
| 2000  | En solo        | Live at the Point         | 818 Music                       |
| 2002  | Brad           | Welcome to Discovery Park | Redline records                 |
| 2003  | En solo        | Shield of Thorns          | Quality First                   |
| 2005  | Brad / Satchel | Brad Vs. Satchel          | Establishment Store             |
| 2007  | From the North | Monument                  | Wammybox Records                |
| 2008  | En solo        | The Diamond Hand          | Gator Records/Sound vs. Silence |
| 2010  | Satchel        | Heartache & Honey         | Establishment Store             |
| 2010  | Brad           | Best friends ?            | Monkeywrench records            |

.
- D'autres réalisations ont été réservées pour Internet ; on peut les découvrir sur le site officiel[3]